# Taxi 4
Taxi 4 ist eine Actionkomödie aus dem Jahr 2007 des Regisseurs Gérard Krawczyk nach einem Drehbuch von Luc Besson. Es ist die Fortsetzung der Filme Taxi (1998), Taxi Taxi (2000) und Taxi 3 (2003).

## Handlung
Zu Beginn des Filmes ist Émilien damit beschäftigt, einen VIP (Gastauftritt von Djibril Cissé) mit Polizeieskorte zu transportieren. Durch einen Unfall verzögert sich aber der Ablauf und Émilien bittet Daniel um Hilfe, um den VIP mittels Taxi zu befördern.
Am nächsten Tag schauen Émilien und Daniel ihren beiden Söhnen, die sie mit ihren Ehefrauen Petra und Lilly bekommen haben, beim Fußballtraining zu, als Émilien auf das Revier gerufen wird. Auf dem Revier teilt Commissaire Gibert seinen Leuten mit, dass ein Gefangenentransport eines Belgiers bevorsteht und das Revier von Gibert für eine kurzzeitige Verwahrung des Gefangenen in Marseille sorgen soll. Nachdem Gibert den Gefangenen von General Bertineau übernommen und auf der Wache einem Verhör unterzieht, betäubt Gibert sich aus Versehen selbst und Émilien übernimmt das Verhör. Dabei erzählt der Gefangene, dass eine Verwechslung vorliegt, was für Émilien nachvollziehbar ist, da die Komplizen des Belgiers das Foto im Fahndungscomputer ausgetauscht haben.
Nach der Freilassung steigt der Belgier zufällig in das Taxi von Daniel und lässt sich zu seinen Komplizen bringen. Nachdem Gibert von seiner Betäubung wieder erwacht und feststellen muss, dass Émilien den Belgier freigelassen hat, feuert er ihn. Dieser erzählt dies Daniel, der Émilien daraufhin erzählt, dass er den Belgier in seinem Taxi gefahren hat. Die beiden observieren daraufhin das Versteck des Belgiers. Dieser hat Petra angeheuert, die undercover eine Spezialistin spielt, um eine Bank zu überfallen. Daniel und Émilien verfolgen den Belgier nach Monaco, wo er die Banque Royale de Belgique überfällt, in der sein Zwillingsbruder Fénimore arbeitet und so für Émilien eine falsche Fährte legt. Gibert verhaftet daraufhin den Bruder des Belgiers und verhört diesen. Der Belgier fährt daraufhin in eine ergaunerte Villa und will dabei Petra verführen, die sich wehrt.
Émilien will als Vorhut in das Anwesen eindringen, wird jedoch entdeckt und dem Belgier vorgeführt, woraufhin Petra den Belgier bittet, Émilien foltern zu dürfen. Dabei gibt sie sich Émilien zu erkennen und dieser nimmt seine Frau als Geisel. Der herbeigerufene Gibert will zusammen mit dem Sonderkommando das Anwesen stürmen, landet jedoch in einem Haufen Kokain und schießt wild um sich, sodass der Belgier in Deckung geht. Daniel verhilft Émilien und Petra zur Flucht und nimmt dabei den Belgier im Kofferraum mit. Émilien wird daraufhin wieder eingestellt und der Belgier von der Polizei verhaftet. Der unschuldige Bruder des Belgiers wird vom rechtmäßigen Besitzer der Villa gefangen, welcher ihm Zementschuhe verpasst.

## Kritik
„Enttäuschende dritte Fortsetzung des Überraschungserfolgs aus der Feder von Luc Besson, die nur serielle Gags aneinander reiht; auch die teilweise furiosen Stunts der Vorgängerfilme sind Mangelware.“

## Effekttechnik

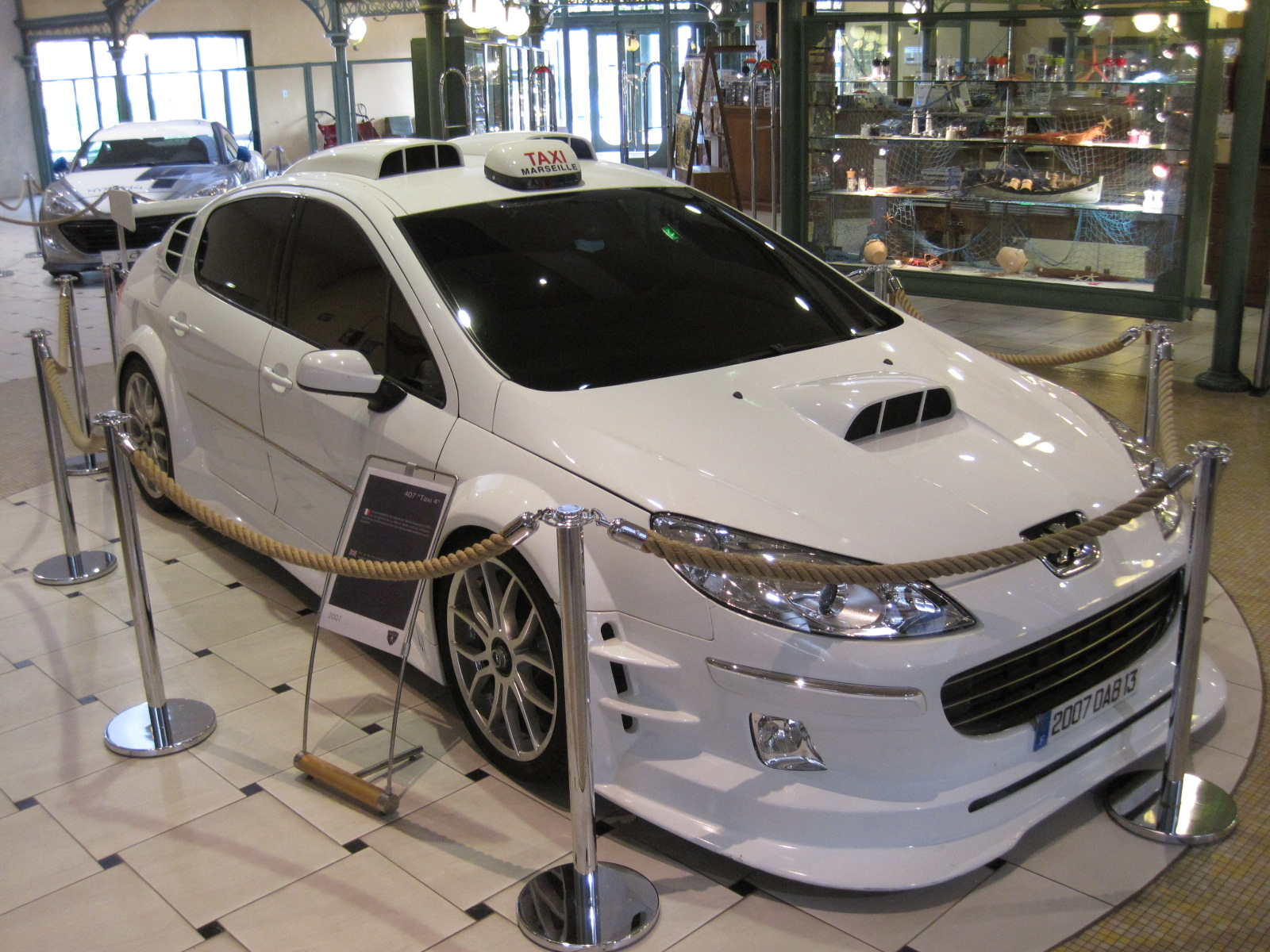
Der neue Peugeot 407 übernimmt die Hauptrolle

Nachdem in den ersten drei Folgen der Filmserie als Taxi ein Wagen des Typs Peugeot 406 zu sehen war, kommt in Taxi 4 zum ersten Mal ein Peugeot 407 zum Einsatz. Das neue Requisit kann sein Äußeres noch viel spektakulärer verwandeln als sein Vorläufer. Das Taxi kann als Neuheit Lufteinlässe sowohl auf der Motorhaube als auch auf dem Dach ausfahren. Zudem kann die gesamte Karosserie dynamisch verbreitert werden.
Schon das Vorgängerfahrzeug war mit Front- und Heckspoiler ausgestattet. Neu gibt es nun aber auch einen imposanten beweglichen Spoiler.
Die Steuerkonsole, für die in das Fahrzeug integrierten Gimmicks, wurde von dem französischen Motorrad- und Autoveredler Ludovic Lazareth gebaut.